# Winthemia angusta
Winthemia angusta là một loài ruồi trong họ Tachinidae.